# Ernst Stengelin
Ernst Stengelin, född 10 augusti 1911 i Tuttlingen, död 14 oktober 1943 i Sobibór, var en tysk SS-Unterscharführer. Inom ramen för Nazitysklands så kallade eutanasiprogram Aktion T4 tjänstgjorde han vid anstalten Hadamar. Senare tjänstgjorde han i förintelselägren Treblinka och Sobibór, där han dödades i upproret den 14 oktober 1943.